# Capo d'Orso
El Cabo del Oso  (en italiano capo d'Orso) es una famosa roca localizada en la costa noreste de la isla italiana de Cerdeña. Debe su nombre por su extraña forma, que recuerda a un oso, y por su posición expuesta por encima del mar. Está a aproximadamente cinco kilómetros al este de la localidad de Palau, y se considera uno de los hitos de la región de Gallura, siendo parte de un paisaje impresionante de acantilados. Desde la parte superior del acantilado se divisa el archipiélago de La Maddalena y la vecina isla francesa de Córcega. 

## Galería

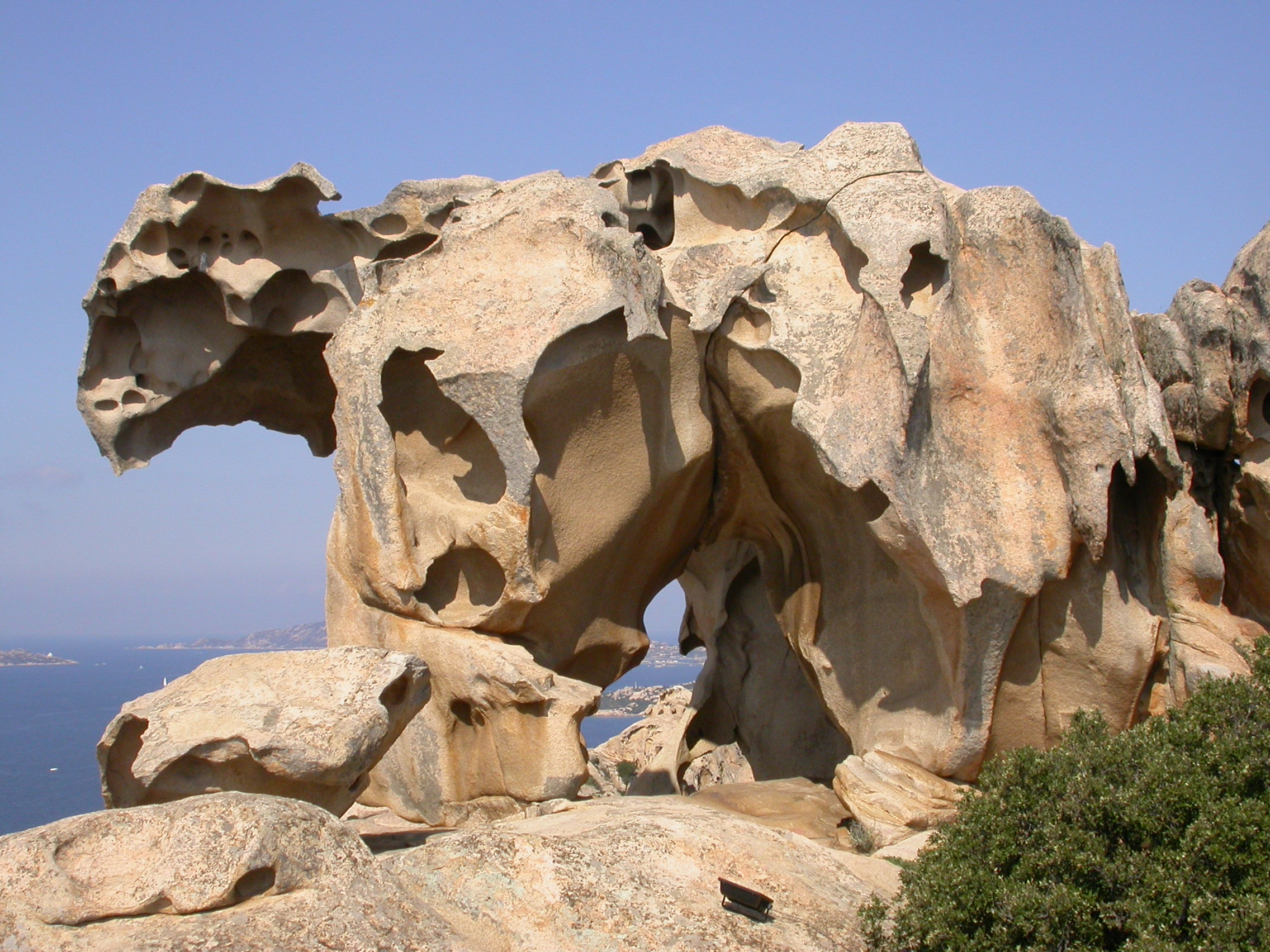
Vista del Cabo del Oso
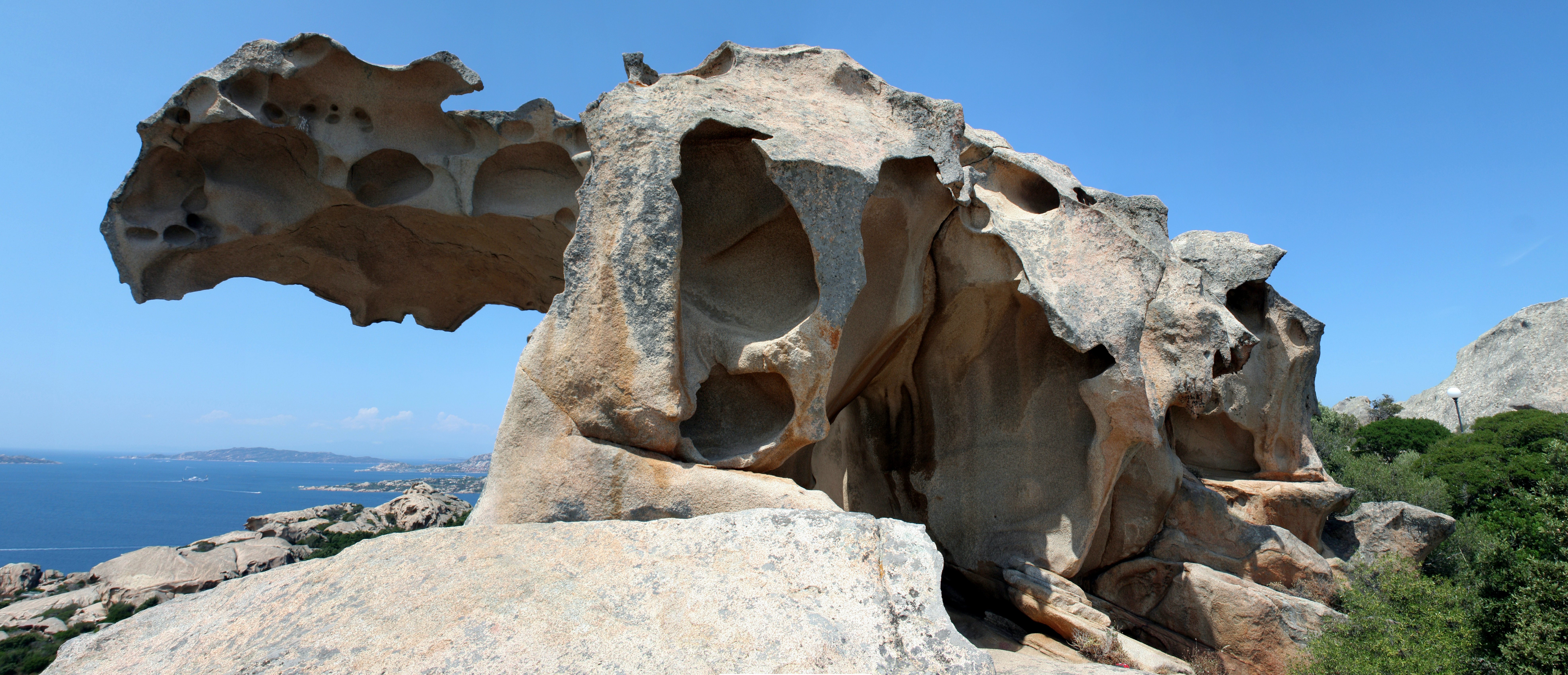
Otra vista del Cabo del Oso
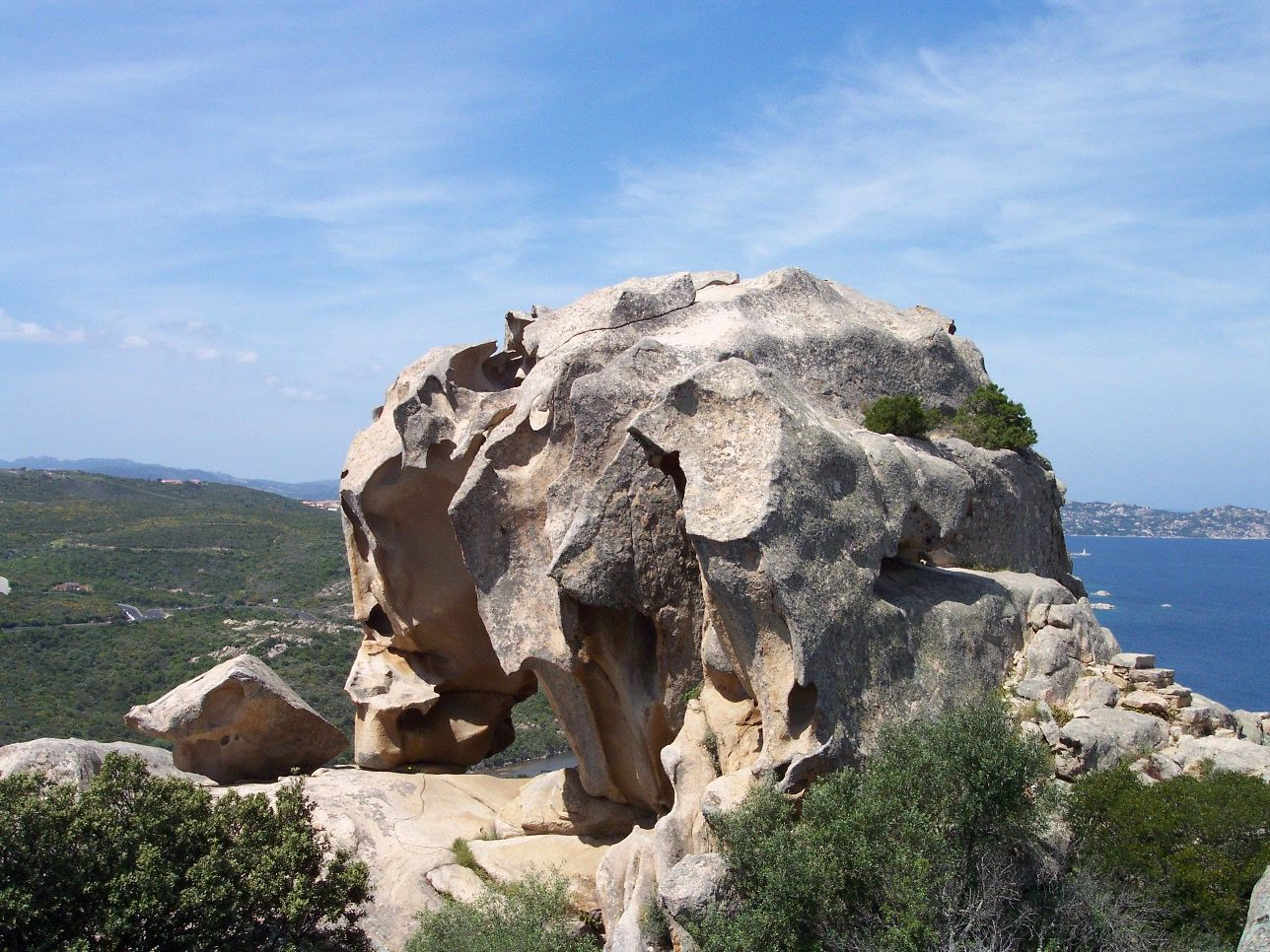
Vista trasera

## Fuente
- Peter Höh: Sardinien, 4. Auflage 2006, Reise Know How Verlag, Bielefeld, ISBN 3-8317-1464-9

- Datos: Q1034751
- Multimedia: Capo d'Orso / Q1034751